# Solomon D. Butcher

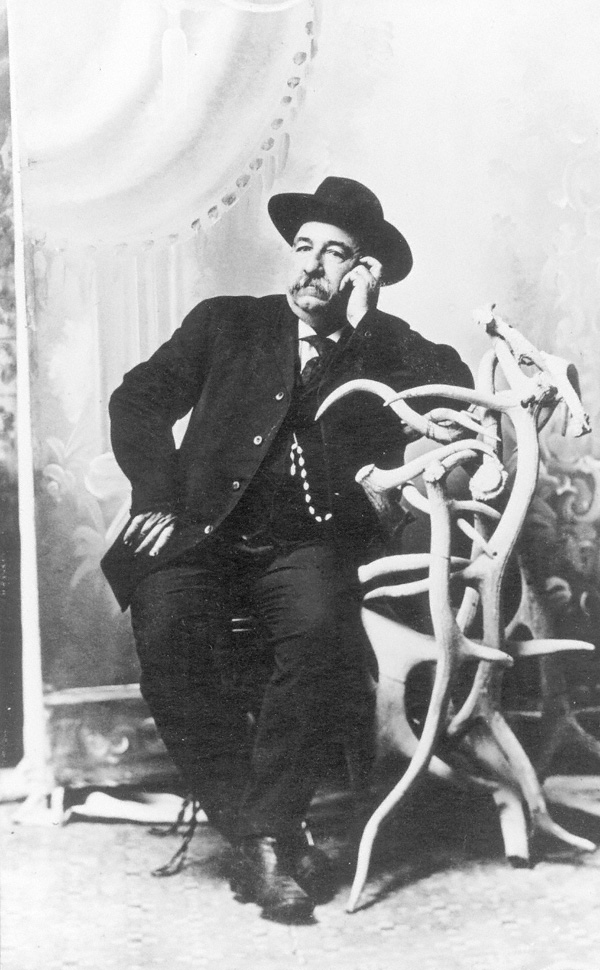
Solomon D. Butcher
(um 1910)

Solomon Devoe Butcher (* 24. Januar 1856 in Burton, Virginia, heutiges West Virginia; † 18. März 1927 in Greeley, Colorado) war ein US-amerikanischer Fotograf, dessen fotografisches Schaffen in der Zeit von 1886 bis 1912 in mehr als 3.000 Fotografien die schrittweise Besiedlung des Staates Nebraska in der Homesteading-Ära dokumentiert.

## Leben
Solomon D. Butcher wurde am 24. Januar 1856 als erster Sohn von Esther und Thomas Jefferson Butcher geboren. Sein Geburtsort Burton gehörte zu dieser Zeit noch zu Virginia. Erst im Sezessionskrieg wurde das Gebiet West Virginia zugesprochen. 1860 zog er mit seiner Familie nach Winona, Illinois, wo sein Vater eine Anstellung bei der Eisenbahn hatte. Dort schloss Solomon D. Butcher die örtliche High School ab und kam als Lehrling eines Ferrotypisten erstmals in den Kontakt mit der Fotografie. Zunächst besuchte er aber 1875 für ein Jahr die Militärschule in Henry, Illinois und begann 1876 als Handelsreisender für eine Firma in Clyde, Ohio zu arbeiten. Nachdem sein Vater seine Anstellung bei der Eisenbahn gekündigt hatte, zog Solomon Butcher mit seinem Bruder, seinem Schwager und seinem Vater ins Custer County in Nebraska, um sich im Zuge des Homestead-Act Land zu sichern. Solomon Butcher selbst sah sich jedoch nicht in der Lage die mindestens fünf geforderten Jahre zu siedeln und das Land zu bestellen, bis es in seinen Besitz übergehen würde. Vielmehr zog er schon nach zwei Wochen nach Minnesota, wo er bei einem nicht beendeten Studium der Medizin am Minnesota Medical College seine erste Frau, die Krankenschwester Lillie Hamilton, kennenlernte. Sie heirateten am 16. Mai 1882.

## Fotografie

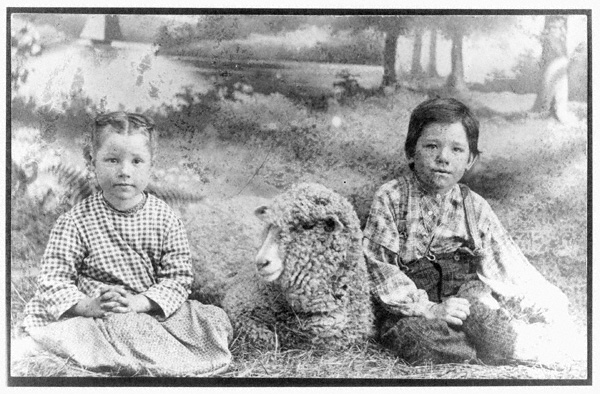
Lynn und Madge Butcher

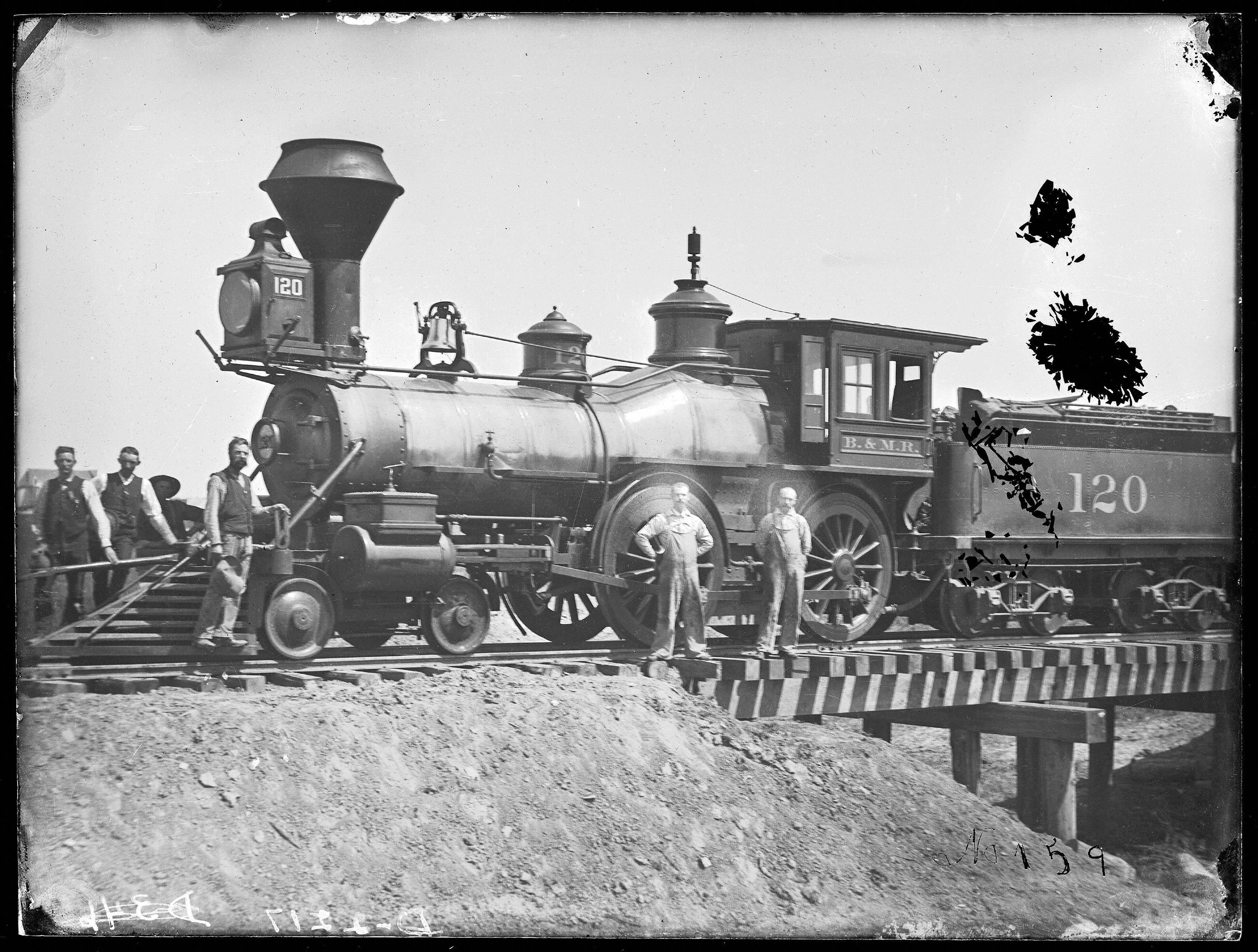
Butcher dokumentierte 1886 die Ankunft des ersten Zuges (Burlington Engine 120) im Custer County, genauer in Broken Bow

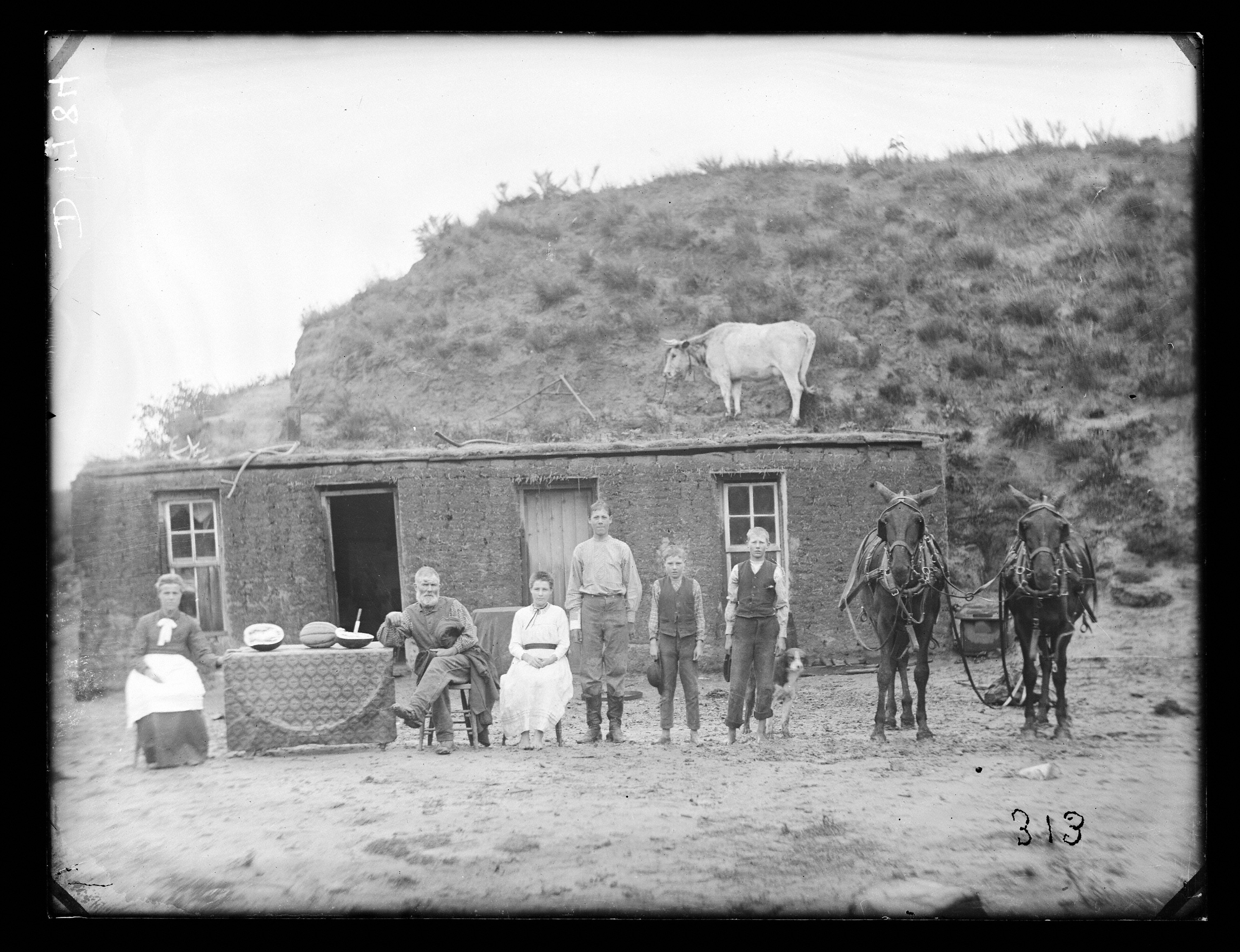
Eines der bekanntesten Bilder aus Butchers Custer-County-Chronik (1886)

Zurück im Custer County gelang es Butcher durch eine Anstellung als Lehrer genug Geld anzusparen, um sich eine Fotografieausstattung kaufen zu können. Sein erstes Studio eröffnete er zusammen mit A. W. Darling in Walworth, einem Ort, der kurze Zeit später schon nicht mehr existent war, doch die Familie zog nach der Geburt ihrer beiden Kinder Lynn (* 1883) und Madge (* 1884) nach West Union, wo Butchers Studio fünf Jahre Bestand hatte.

### 1886–1901
1886, als die Burlington and Missouri River Railroad weite Teile Nebraskas an das Schienennetz anschloss, entschied Solomon D. Butcher, dass er diese Ära der Landnahme in Fotografien festhalten will. Mit einem Pferdewagen seines Vaters transportierte er die schwere Ausrüstung durch das gesamte Custer County. Er ersuchte Unterkunft bei den Siedlern, die er fotografierte und finanzierte dieses Projekt mit Spenden und dem Verkauf der Bilder, die er produzierte. Auf diese Weise entstanden innerhalb der nächsten sieben Jahre mehr als 1.500 Fotografien, die einzelne Familien meist vor ihren Häusern und das raue Landleben in der Zeit der Sesshaftwerdung in Nebraska zeigten. Zusätzlich sammelte er kurze Biografien der einzelnen Siedler, was der Kollektion trotz ihres Umfanges einen persönlichen Charakter verlieh. Eine schwere Dürreperiode in den 1890er Jahren stoppte jedoch den Geldfluss und zwang Butcher, sein Projekt 1892 zu unterbrechen. Bei einem Brand in seinem Haus wurde am 12. Mai 1899 schließlich ein Großteil seiner Fotografien und die dazugehörigen Notizen zerstört, allerdings konnten die Glasplattennegative gerettet werden. Durch die Finanzierung des wohlhabenden Ranchers Ephraim Swain Finch veröffentlichte Butcher 1901 – fünfzehn Jahre nach Beginn seines Projektes – seine geplante Chronik unter dem Namen Pioneer History of Custer County and Short Sketches of Early Life in Nebraska. Die Auflage von 1.000 Stück erwies sich als zu gering. Bei einem Verkaufspreis von 2,50 US-Dollar, war auch die zweite Auflage von 1.000 Stück noch im selben Jahr ausverkauft.

### 1901–1912
Im Folgenden entschied sich Solomon D. Butcher, seinen Wirkungskreis zu erweitern und dokumentierte auch das Leben im Buffalo, Cherry und Dawson County. Auf die ausführliche Dokumentation biografischer Hintergründe seiner Motive, wie zuvor im Custer County, verzichtete er aus finanziellen Gründen. Im Jahr 1902 eröffnete er ein Studio in Kearney und begann nun auch in anderen US-Bundesstaaten, wie Utah oder Wyoming zu fotografieren. 1904 erschien sein zweites Buch Sod Houses of the Great American Plains. 1912, als die Landnahme in Nebraska als abgeschlossen angesehen werden kann, beendete Butcher seine Tätigkeit als Fotograf, zumal seine Ausrüstung und die gesammelten Glasplattennegative zu schwer waren, um transportiert zu werden. Seine Kollektion von rund 3.500 Bildern verkaufte er 1913 schließlich für 1.000 US-Dollar an die Nebraska State Historical Society (NSHS).

## Späte Jahre und Tod
1916, Butcher war mittlerweile mit seiner zweiten Frau Laura verheiratet, engagierte ihn die NSHS, damit er seine Fotografien dokumentierte und annotierte. Da die meisten biografischen Daten bei dem Brand in seinem Haus im Jahr 1899 vernichtet worden waren, musste er sich hauptsächlich auf sein Gedächtnis verlassen. Dies führte ob des umfangreichen Datenbestandes und des großen Zeitabstandes zu einigen Fehlern in den Annotationen. Später wurden sie mit Hilfe von Familienmitgliedern und Nachfahren der damals fotografierten Siedler teilweise berichtigt. Die Pflege des Archivs hält immer noch an. Butcher starb nach einigen weiteren erfolglosen Versuchen finanziell Fuß zu fassen in Greeley, Colorado. Seine Sammlung beschreibt wie keine zweite das Siedeln in Nebraska in der zweiten Hälfte des 19. Jahrhunderts. Die Bilder vermitteln einerseits ein Pioniergefühl, wie zum Beispiel die Ankunft der ersten Lokomotive in Broken Bow. Andererseits demonstrieren die meist kärgliche Landschaft und ärmlich lebende Farmer ebenso die Härte, die das Leben in den Great Plains mit sich brachte.